# Zelia vertebrata
Zelia vertebrata là một loài ruồi trong họ Tachinidae.